# Danh sách đĩa nhạc của Bae Suzy
Nữ ca sĩ kiêm diễn viên Hàn Quốc Bae Suzy, còn được biết đến với biệt danh Suzy, đã phát hành hai đĩa mở rộng, bảy đĩa đơn, và bốn đĩa quảng bá.

## Đĩa mở rộng
| Tiêu đề       | Chi tiết                                                                                     | Vị trí xếp hạng | Vị trí xếp hạng | Doanh thu      |
| Tiêu đề       | Chi tiết                                                                                     | KOR             | US World        | Doanh thu      |
| ------------- | -------------------------------------------------------------------------------------------- | --------------- | --------------- | -------------- |
| Yes? No?      | - Phát hành: 24 tháng 1 năm 2017 - Nhãn: JYP Entertainment - Định dạng: CD, digital download | 2               | 15              | - KOR: 11,020+ |
| Faces of Love | - Phát hành: 29 tháng 1 năm 2018 - Nhãn: JYP Entertainment - Định dạng: CD, digital download | 6               | —               | - KOR: 10,269+ |

## Đĩa đơn

### Vai trò là nghệ sĩ chính
| Tiêu đề                                                                                       | Năm  | Vị trí xếp hạng | Vị trí xếp hạng | Doanh thu (Download) | Album                           |
| Tiêu đề                                                                                       | Năm  | KOR             | KOR Hot         | Doanh thu (Download) | Album                           |
| --------------------------------------------------------------------------------------------- | ---- | --------------- | --------------- | -------------------- | ------------------------------- |
| "Pretend" (행복한 척)                                                                         | 2017 | 2               | —               | - KOR: 765,502+      | Yes? No?                        |
| "Yes No Maybe"                                                                                | 2017 | 19              | —               | - KOR: 148,108+      | Yes? No?                        |
| "사랑하기 때문에"                                                                             | 2017 | —               | —               | —                    | 유재하 30년, 우리 이대로 영원히 |
| "I'm in Love with Someone Else" (다른 사람을 사랑하고 있어)                                   | 2018 | 3               | 3               | —                    | Faces of Love                   |
| "Holiday" (feat. DPR Live)                                                                    | 2018 | 17              | 17              | —                    | Faces of Love                   |
| "SObeR"                                                                                       | 2018 | —               | —               | —                    | Faces of Love                   |
| "Midnight" (잘자 내 몫까지) (feat. Yiruma)                                                    | 2018 | —               | —               | —                    | Faces of Love                   |
| "—" biểu thị các bản phát hành không có bảng xếp hạng hoặc không được phát hành ở khu vực đó. |      |                 |                 |                      |                                 |

### Vai trò là nghệ sĩ nổi bật
| Tiêu đề                                                                                       | Năm  | Vị trí xếp hạng | Album            |
| Tiêu đề                                                                                       | Năm  | KOR             | Album            |
| --------------------------------------------------------------------------------------------- | ---- | --------------- | ---------------- |
| "Before This Song Ends" (JJ Project featuring Suzy)                                           | 2012 | 139             | Bounce           |
| "I Won't Do Bad Things" (B1A4 narration by Suzy)                                              | 2012 | —               | In The Wind      |
| "Together in Love" (Show Lo feat. Suzy)                                                       | 2015 | —               | Reality Show?    |
| "Out of Breath" (행복해지고 싶어) (Babylon feat. Suzy)                                        | 2019 | —               | Non-album single |
| "—" biểu thị các bản phát hành không có bảng xếp hạng hoặc không được phát hành ở khu vực đó. |      |                 |                  |

## Hợp tác
| Tiêu đề                                                                                       | Năm  | Vị trí xếp hạng | Doanh thu (Download)                  | Album             |
| Tiêu đề                                                                                       | Năm  | KOR             | Doanh thu (Download)                  | Album             |
| --------------------------------------------------------------------------------------------- | ---- | --------------- | ------------------------------------- | ----------------- |
| "Dream" (với Baekhyun)                                                                        | 2016 | 1               | - KOR: 1,360,267+ - KOR: 36,900+ (CD) | Dream             |
| "Don't Wait For Your Love" (기다리지 말아요) (với Park Won)                                   | 2017 | 16              | - KOR: 117,608+                       | Non-album singles |
| "—" biểu thị các bản phát hành không có bảng xếp hạng hoặc không được phát hành ở khu vực đó. |      |                 |                                       |                   |

## Nhạc phim
| Tiêu đề | Năm  | Vị trí xếp hạng | Vị trí xếp hạng | Doanh thu (Download) | Album                   |
| Tiêu đề | Năm  | KOR             | KOR Billboard   | Doanh thu (Download) | Album                   |
| --- | ---- | --------------- | --------------- | -------------------- | ----------------------- |
| "Dream High" (드림하이) (với Taecyeon, Wooyoung, Kim Soo-hyun và JOO) | 2011 | 41              | —               | —                    | Bay Cao Ước Mơ OST      |
| "Winter Child" (겨울아이) | 2011 | 12              | —               | - KOR: 1,004,966+    | Bay Cao Ước Mơ OST      |
| "So Many Tears" (눈물이 많아서) | 2011 | 7               | 3               | - KOR: 1,103,111+    | Me Too, Flower OST      |
| "You're My Star" | 2012 | 23              | 41              | - KOR: 389,878+      | Bay Cao Ước Mơ 2 OST    |
| "I Still Love You" (그래도 사랑해) | 2012 | 15              | 19              | - KOR: 523,715+      | Hoán Đổi Linh Hồn OST   |
| "Don't Forget Me" (나를 잊지말아요) | 2013 | 12              | 5               | - KOR: 590,321+      | Cửu Gia Thư OST         |
| "Why Am I Like This" (왜 이럴까) | 2015 | 22              | —               | - KOR: 175,074+      | Ngày Đó Ta Yêu Nhau OST |
| "Ring My Bell" | 2016 | 18              | —               | - KOR: 343,613+      | Yêu Không Kiểm Soát OST |
| "When It's Good" (좋을땐) | 2016 | 84              | —               | - KOR: 26,583+       | Yêu Không Kiểm Soát OST |
| "I Love You Boy" | 2017 | 13              | —               | - KOR: 135,855+      | Khi Nàng Say Giấc OST   |
| "Words I Want To Hear"(듣고 싶은 말) | 2017 | 58              | —               | - KOR: 65,806+       | Khi Nàng Say Giấc OST   |
| "—" biểu thị các bản phát hành không có bảng xếp hạng hoặc không được phát hành ở khu vực đó. Ghi chú: Billboard Korea K-Pop Hot 100 được phát hành vào tháng 8 năm 2011 và ngừng hoạt động vào tháng 7 năm 2014. |      |                 |                 |                      |                         |

## Các bài hát được xếp hạng khác
| Tiêu đề                                                                                       | Năm  | Vị trí xếp hạng | Doanh thu (Download) | Album    |
| Tiêu đề                                                                                       | Năm  | KOR             | Doanh thu (Download) | Album    |
| --------------------------------------------------------------------------------------------- | ---- | --------------- | -------------------- | -------- |
| "Sick And Tired" (다 그런거잖아) (featuring Reddy)                                            | 2017 | 71              | - KOR: 25,389+       | Yes? No? |
| "Les Préférences" (취향)                                                                      | 2017 | —               | - KOR: 18,392+       | Yes? No? |
| "Question Mark" (난로 마냥)                                                                   | 2017 | —               | - KOR: 16,980+       | Yes? No? |
| "Little Wildflower" (꽃마리)                                                                  | 2017 | —               | - KOR: 18,157+       | Yes? No? |
| "—" biểu thị các bản phát hành không có bảng xếp hạng hoặc không được phát hành ở khu vực đó. |      |                 |                      |          |

## Đĩa đơn quảng cáo
| Năm  | Tiêu đề                                      | Sản phẩm          |
| ---- | -------------------------------------------- | ----------------- |
| 2012 | "Come Out If You Love Me" (với Achtung)      | Bean Pole CF      |
| 2012 | "Classic" (với Taecyeon và Wooyoung của 2PM) | Reebok Classic CF |
| 2012 | "Moments" (với Duk Won of Broccoli, You Too) | Canon CF          |
| 2014 | "Wind, Wind, Wind"                           | Bean Pole CF'     |

## Phần ghi công sáng tác và soạn nhạc
| Năm  | Album                   | Bài hát                         | Lời bài hát    | Lời bài hát | Âm nhạc        | Âm nhạc    |
| Năm  | Album                   | Bài hát                         | Được công nhận | Với         | Được công nhận | Với        |
| ---- | ----------------------- | ------------------------------- | -------------- | ----------- | -------------- | ---------- |
| 2015 | Colors                  | "I Caught Ya"                   | Có             | —           | Không          | —          |
| 2016 | Uncontrollably Fond OST | "When It's Good (좋을땐)"       | Có             | —           | Có             | —          |
| 2017 | Yes? No?                | "Preference (Les Préférences)"  | Có             | —           | Không          | —          |
| 2017 | Yes? No?                | "Question Mark"                 | Có             | —           | Có             | Jo Hyun-ah |
| 2018 | Faces of Love           | "SObeR"                         | Có             | —           | Không          | —          |
| 2018 | Faces of Love           | "BAD X (나쁜X)"                 | Có             | —           | Có             | Shim Eunji |
| 2018 | Faces of Love           | "Sleeplessness (너는 밤새도록)" | Có             | —           | Không          | —          |

## Video nhạc
| Năm  | Tiêu đề                                                     | Album            | Giám đốc     |
| ---- | ----------------------------------------------------------- | ---------------- | ------------ |
| 2015 | "Together in Love" (Show Lo feat. Suzy)                     | Reality Show?    | Không biết   |
| 2016 | "Dream" (với Baekhyun)                                      | Dream            | Hwang Soo-Ah |
| 2017 | "Yes No Maybe"                                              | Yes? No?         | HOBIN        |
| 2017 | "Don't Wait For Your Love" (với Park Won)                   | Non-album single | Không biết   |
| 2018 | "I'm in Love with Someone Else" (다른 사람을 사랑하고 있어) | Faces of Love    | Yun Kim      |
| 2018 | "HOLIDAY" (feat. DPR Live)                                  | Faces of Love    | VISUALSFROM. |
| 2018 | "SObeR                                                      | Faces of Love    | Tiger Cave   |
| 2018 | "Midnight" (잘자 내 몫까지)                                 | Faces of Love    | Yeom Woojin  |